# Sarah Michelle Gellar
Sarah Michelle Gellar (New York, 14 aprile 1977) è un'attrice statunitense.
Vincitrice di un Emmy Award per il ruolo di Kendall Hart nella soap opera La valle dei pini, è nota a livello mondiale per aver interpretato Buffy Summers nella serie cult Buffy l'ammazzavampiri, dal 1997 al 2003.

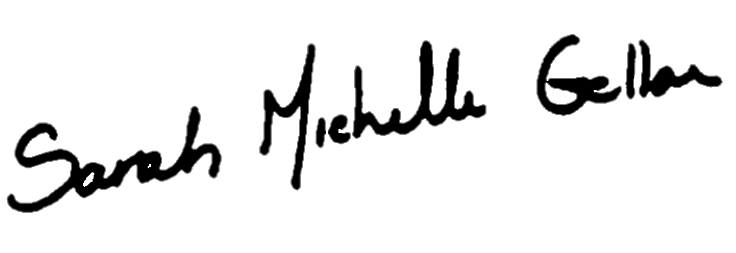
Firma di Sarah Michelle Gellar

## Biografia
Figlia di Arthur e Rosellen, dopo il divorzio dei genitori (avvenuto quando aveva 7 anni), va a vivere con la madre e perde i rapporti con il padre, morto nel 2001. Ha frequentato la "Fiorello La Guardia High School" e la "Columbia Grammar And Preparatory School" di New York. Inizia a recitare all'età di quattro anni, quando viene notata da un agente in un ristorante mentre pranza con la madre. Il suo primo ruolo è in uno spot TV per una famosa catena di fast food, Burger King. Appassionata di pattinaggio sul ghiaccio e di arti marziali, la Gellar diventa cintura nera di Karate Shotokan.
Nel 1995, all'età di 18 anni, vince il suo primo Emmy Award per la sua interpretazione nella soap opera La valle dei pini, dove interpreta il ruolo di Kendall Hart. Nel 1997 ottiene il ruolo di Buffy Summers nella serie TV Buffy l'ammazzavampiri creata da Joss Whedon, anche grazie alla sua preparazione in Karate che pratica da quando era piccola. La serie si rivela un grande successo, divenendo un vero e proprio cult per milioni di appassionati in tutto il mondo.
Nonostante il successo televisivo, lavora anche nel cinema, recitando in So cosa hai fatto, Scream 2 e soprattutto Cruel Intentions - Prima regola non innamorarsi: la sua interpretazione della cattiva Kathryn Merteuil le fa guadagnare un MTV Movie Award per la miglior performance femminile in un film, e un secondo per il miglior bacio (insieme a Selma Blair). Nel 1999 viene votata donna più bella del mondo dalla rivista FHM, mentre nel 2001 viene candidata ai Golden Globe come miglior attrice protagonista in una serie tv. Nel 2002 presenta insieme all'attore americano Jack Black gli MTV Movie Awards, che fa segnare l'ascolto più alto mai ottenuto dallo show.

Sarah Michelle Gellar interpreta Daphne Blake in Scooby-Doo 2 - Mostri scatenati (2004)

Nel 2002 interpreta Daphne Blake nel film Scooby-Doo e nel sequel del 2004 Scooby-Doo 2 - Mostri scatenati. Nel 2004 è la protagonista di The Grudge, remake statunitense del film horror giapponese Ju-on: Rancore: il film riscuote grande successo incassando quasi 190 milioni di dollari in tutto il mondo. Nello stesso anno conduce con Xzibit gli MTV Europe Music Awards, tenutisi a Roma. La predilezione di Sarah per il genere horror viene confermata nel 2006 con l'uscita di The Grudge 2 e L'incubo di Joanna Mills. Successivamente, viene presentato al Festival di Cannes Southland Tales - Così finisce il mondo che, a causa dell'accoglienza non proprio entusiasta, viene revisionato e distribuito nelle sale l'anno successivo.

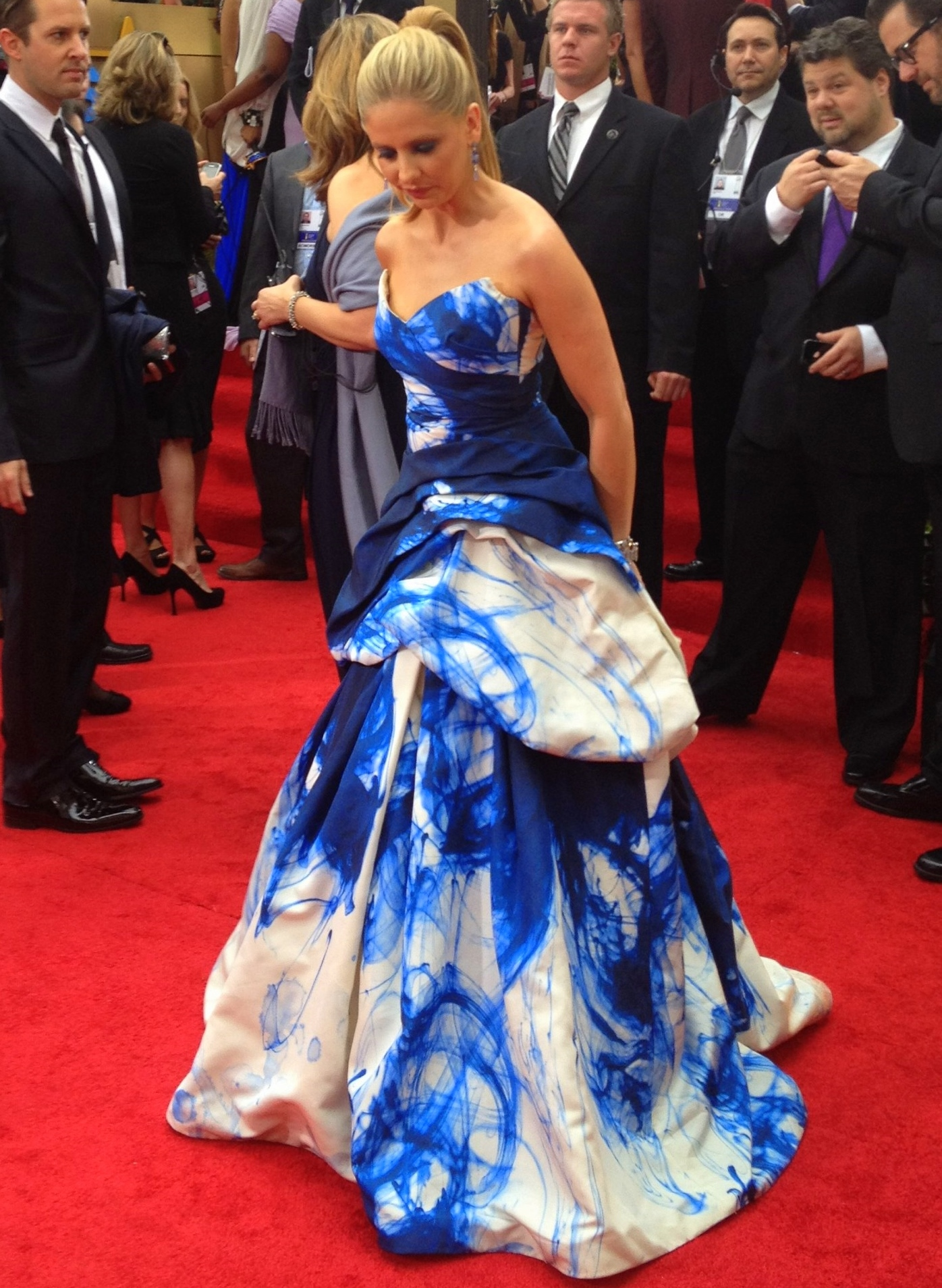
Sarah Michelle Gellar alla 69ª edizione dei Golden Globes nel 2012

Nel 2007 esce The Air I Breathe, che la vede recitare insieme a Kevin Bacon, Brendan Fraser e Andy García. Nel 2008, durante la Buffy Reunion al Paley Fest, la Gellar ufficializza il suo coinvolgimento come protagonista in Veronika Decides to Die, adattamento cinematografico dell'omonimo romanzo di Paulo Coelho. Nel 2009 recita con Lee Pace in Possession. Tra il 2011 e il 2012 torna sul piccolo schermo come protagonista nella serie tv Ringer, in onda per una sola stagione. Tra il 2013 e il 2014 affianca Robin Williams nella sitcom The Crazy Ones.
Nel 2022, dopo 13 anni dal suo ultimo film, torna a recitare nella pellicola Do Revenge di Netflix. Inoltre, nello stesso anno, fa una  breve apparizione in Clerks III.
Nel 2023 esce la serie televisiva Wolf Pack, di cui interpreta il personaggio principale.

### Imprenditoria
Dall'ottobre 2015 Gellar è cofondatrice di Foodstirs, un marchio che si occupa della vendita online (e in selezionate catene di supermercati) di kit per la preparazione di dolci e che pone l'attenzione sulla collaborazione tra adulti e bambini (ma non solo) in cucina.
Il 4 aprile 2017 pubblica un libro di cucina intitolato Stirring up fun with food.

### Vita privata

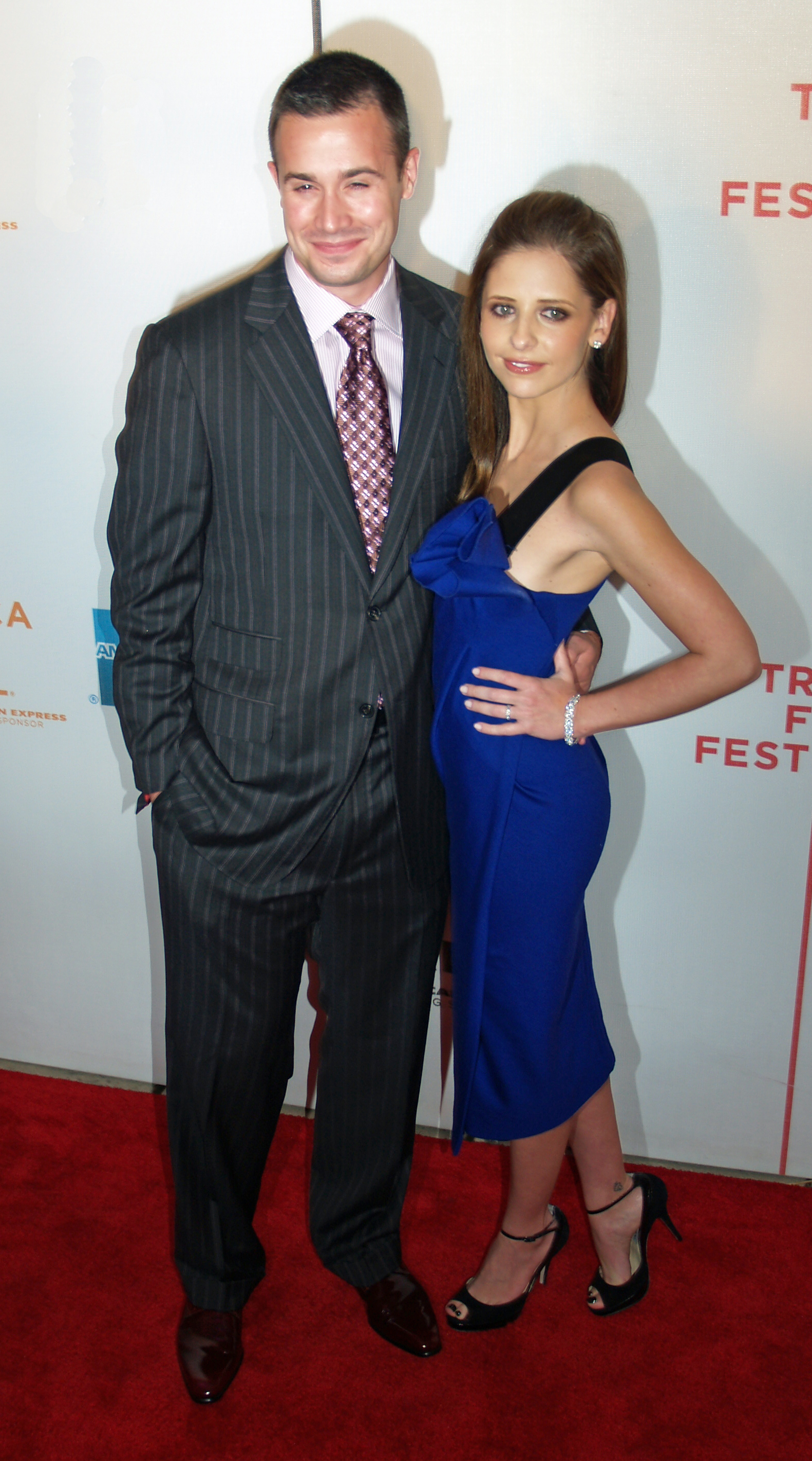
Sarah Michelle Gellar assieme al marito Freddie Prinze Jr. al Tribeca Film Festival 2007

Dal 1º settembre 2002 è sposata con l'attore Freddie Prinze Jr., conosciuto nel 1997 sul set di So cosa hai fatto. I due avevano iniziato a frequentarsi nel 2000 e si erano ufficialmente fidanzati nel 2001; il matrimonio si è tenuto in Messico a El Careyes Beach Resort. Dal 2007 la Gellar ha adottato il nome di Sarah Michelle Prinze.
I coniugi hanno due figli: Charlotte Grace ( 2009), e Rocky James (2012).

## Filmografia

### Attrice

#### Cinema
- Oltre il ponte di Brooklyn (Over the Brooklyn Bridge), regia di Menahem Golan (1984) – non accreditata
- L'allegra fattoria (Funny Farm), regia di George Roy Hill (1988) – non accreditata
- High Stakes, regia di Amos Kollek (1989)
- So cosa hai fatto (I Know What You Did Last Summer), regia di Jim Gillespie (1997)
- Scream 2, regia di Wes Craven (1997)
- Kiss Me (She's All That), regia di Robert Iscove (1999) – cameo
- Semplicemente irresistibile (Simply Irresistible), regia di Mark Tarlov (1999)
- Cruel Intentions - Prima regola non innamorarsi (Cruel Intentions), regia di Roger Kumble (1999)
- Harvard Man, regia di James Toback (2001)
- Scooby-Doo, regia di Raja Gosnell (2002)
- Scooby-Doo 2 - Mostri scatenati (Scooby Doo 2: Monsters Unleashed), regia di Raja Gosnell (2004)
- The Grudge, regia di Takashi Shimizu (2004)
- The Grudge 2, regia di Takashi Shimizu (2006)
- L'incubo di Joanna Mills (The Return), regia di Asif Kapadia (2006)
- Southland Tales - Così finisce il mondo (Southland Tales), regia di Richard Kelly (2006)
- Suburban Girl, regia di Marc Klein (2007)
- The Air I Breathe, regia di Jieho Lee (2007)
- Possession, regia di Joel Bergvall e Simon Sandquist (2009)
- Veronika Decides to Die, regia di Emily Young (2009)
- Do Revenge, regia di Jennifer Kaytin Robinson (2022)
- Clerks III, regia di Kevin Smith (2022)
- So cosa hai fatto (I Know What You Did Last Summer), regia di Jennifer Kaytin Robinson (2025)

#### Televisione
- Invasione della privacy (An Invasion of Privacy), regia di Mel Damski – film TV (1983)
- Spenser (Spenser: For Hire) – serie TV, episodio 3x17 (1988)
- Le nuove avventure di Guglielmo Tell (Crossbow) – serie TV, episodio 2x13 (1988)
- Jackie (A Woman Named Jackie), regia di Larry Peerce – miniserie TV (1991)
- Swans Crossing – serie TV, 65 episodi (1992)
- La valle dei pini (All My Children) – soap opera, 28 episodi (1993-1995, 2011)
- I Robinson di Beverly Hills (Beverly Hills Family Robinson), regia di Troy Miller – film TV (1997)
- Buffy l'ammazzavampiri (Buffy The Vampire Slayer) – serie TV, 144 episodi (1997-2003)
- Saturday Night Live – varietà, 3 episodi (1998-2002)
- Angel – serie TV, episodi 1x08-1x19 (1999-2000)
- Sex and the City – serie TV, episodio 3x13 (2000)
- Grosse Pointe – serie TV, episodio 1x16 (2001)
- Ringer – serie TV, 22 episodi (2011-2012)
- The Crazy Ones – serie TV, 22 episodi (2013-2014)
- Those Who Can't - serie TV, episodio 1x04 (2016)
- Cruel Intentions - serie TV, episodio pilota scartato (2016)
- The Big Bang Theory – serie TV, episodio 12x24 (2019)
- Wolf Pack – serie TV, 8 episodi (2023)
- Dexter: Original Sin – serie TV, 10 episodi (2024-2025)

#### Teatro
- The Widow Claire (1986)
- Jake's Women (1992)

#### Videoclip
- Kid – Green Apple Quick Step (1997)
- I Quit – Hepburn (1999)
- Every You, Every Me – Placebo (1999)
- David Duchovny – Bree Sharp (1999)
- Comin' Up From Behind – Marcy Playground (1999)
- Sour Girl – Stone Temple Pilots (2000)
- Land of a Million Drums – Outkast (2002)
- Don't Wanna Think About You – Simple Plan (2004)

#### Parodie
- Jack Black: Spider-Man (2002)
- Lord of the Piercing (2002)
- Cinderella vs Belle: Princess Rap Battle (2015)

### Doppiatrice
- Small Soldiers, regia di Joe Dante (1998)
- King of the Hill – serie animata, 3x02 (1998)
- Hercules – serie animata, 1x27 (1998)
- Dio, il Diavolo e Bob (God, the Devil and Bob) – serie animata, 1x10 (2001)
- I Simpson (The Simpsons) – serie animata, episodi 15x16-24x01 (2004, 2012)
- Robot Chicken – serie animata, 13 episodi (2005-2014)
- Cenerentola e gli 007 nani (Happily N'Ever After), regia di Paul J. Bolger (2007)
- TMNT, regia di Kevin Munroe (2007)
- Call of Duty: Black Ops – videogioco (2010)
- American Dad! – serie animata, episodi 7x05-8x06 (2011-2012)
- Freedom Force, regia di Eduardo Schuldt (2013)
- Star Wars Rebels – serie animata (2015-2016)
- Masters of the Universe: Revelation - serie animata (2021)

### Produttrice esecutiva
- Ringer – serie TV, 22 episodi (2011-2012)
- Cruel Intentions - serie TV, episodio pilota (2016)
- Wolf Pack - serie TV, 8 episodi (2023)

## Discografia
- Buffy The Vampire Slayer: Once More With Feeling, episodio La vita è un musical (2002)
  - Going Through The Motions
  - If We're Together
  - Walk Through The Fire
  - Where Do We Go From Here
  - Something To Sing About (con James Marsters)
- Teen Horniness is not a crime (nel film Southland Tales)

## Riconoscimenti
- Blockbuster Entertainment Awards
  - 1998 – Miglior attrice non protagonista in un film horror per So cosa hai fatto
- Emmy Awards
  - 1994 – Candidatura per la miglior giovane attrice emergente in una serie drammatica per La valle dei pini
  - 1995 – Miglior giovane attrice emergente in una serie drammatica per La valle dei pini
- EW Entertainers of the Year
  - 2011 – Candidatura per la miglior attrice per Ringer
- Golden Globe
  - 2001 – Candidatura per la miglior attrice in una serie drammatica per Buffy l'ammazzavampiri
- Nickelodeon Kids' Choice Awards
  - 1999 – Candidatura per la miglior attrice televisiva per Buffy l'ammazzavampiri
  - 2000 – Candidatura per la miglior coppia televisiva (con David Boreanaz) per Buffy l'ammazzavampiri
  - 2001 – Candidatura per la miglior attrice televisiva per Buffy l'ammazzavampiri
  - 2002 – Miglior attrice eroina per Buffy l'ammazzavampiri
  - 2003 – Candidatura per la miglior attrice lottatrice per Buffy l'ammazzavampiri
- MTV Movie Awards
  - 1998 – Candidatura per la miglior performance rivelazione per So cosa hai fatto
  - 2000 – Miglior performance femminile per Cruel Intentions - Prima regola non innamorarsi
  - 2000 – Miglior bacio (con Selma Blair) per Cruel Intentions – Prima regola non innamorarsi
  - 2000 – Candidatura per il miglior cattivo per Cruel Intentions – Prima regola non innamorarsi
  - 2005 – Candidatura per la performance più terrorizzante per The Grudge
- People's Choice Awards
  - 2014 – Miglior attrice in una nuova serie per The Crazy Ones
- Saturn Awards
  - 1998 – Candidatura per la miglior attrice televisiva per Buffy l'ammazzavampiri
  - 1999 – Miglior attrice televisiva per Buffy l'ammazzavampiri
  - 2000 – Candidatura per la miglior attrice televisiva per Buffy l'ammazzavampiri
  - 2001 – Candidatura per la miglior attrice televisiva per Buffy l'ammazzavampiri
  - 2002 – Candidatura per la miglior attrice televisiva per Buffy l'ammazzavampiri
  - 2003 – Candidatura per la miglior attrice televisiva per Buffy l'ammazzavampiri
  - 2004 – Candidatura per la miglior attrice televisiva per Buffy l'ammazzavampiri
- SFX Awards
  - 2002 – Miglior attrice televisiva per Buffy l'ammazzavampiri
  - 2004 – Miglior attrice televisiva per Buffy l'ammazzavampiri
- Teen Choice Awards
  - 1999 – Miglior attrice televisiva in una serie drammatica per Buffy l'ammazzavampiri
  - 2000 – Miglior attrice televisiva in una serie drammatica per Buffy l'ammazzavampiri
  - 2001 – Candidatura per la miglior attrice televisiva in una serie drammatica per Buffy l'ammazzavampiri
  - 2001 – Extraordinary Achievement Award
  - 2002 – Miglior attrice televisiva in una serie drammatica per Buffy l'ammazzavampiri
  - 2002 – Miglior attrice in una commedia per Scooby Doo
  - 2002 – Candidatura per la miglior coppia (con Freddie Prinze Jr.) per Scooby-Doo
  - 2003 – Miglior attrice televisiva in una serie drammatica per Buffy l'ammazzavampiri
  - 2005 – Candidatura per la miglior attrice in un film d'azione/thriller per The Grudge
  - 2012 – Candidatura per la miglior attrice televisiva in una serie drammatica per Ringer
- Virgin Media TV Awards (UK)
  - 2011 – Candidatura per la miglior attrice per Ringer
- Young Artist Awards
  - 1993 – Candidatura per la miglior attrice emergente in una serie televisiva per Swans Crossing
- Young Hollywood Awards
  - 2002 – Ragazza più sexy, più fashion e giovane veterana del cinema

## Doppiatrici italiane
Nelle versioni in italiano delle opere in cui ha recitato, Sarah Michelle Gellar è stata doppiata da:
- Barbara De Bortoli in Buffy l'ammazzavampiri, Angel, Suburban Girl, Ringer, The Crazy Ones, The Big Bang Theory, Do Revenge, Clerks III, Wolf Pack
- Eleonora De Angelis in Cruel Intentions - Prima regola non innamorarsi, The Grudge, The Grudge 2, L'incubo di Joanna Mills, Southland Tales, The Air I Breathe, Dexter: Original Sin
- Paola Valentini in Scream 2, So cosa hai fatto
- Domitilla D'Amico in Scooby-Doo, Scooby-Doo 2 - Mostri scatenati
- Rossella Acerbo in Semplicemente irresistibile
- Rachele Paolelli in Possession
- Ilaria Stagni in I Robinson di Beverly Hills
- Valentina Favazza in Cruel Intentions - Prima regola non innamorarsi (ridoppiaggio)

Come doppiatrice è sostituita da:
- Barbara De Bortoli in King of the Hill, Masters of the Universe: Revelation
- Francesca Manicone in Cenerentola e gli 007 nani
- Domitilla D'Amico in TMNT
- Benedetta Ponticelli in Call of Duty: Black Ops
- Francesca Fiorentini in Star Wars Rebels